# Elizabeth Keifer
Elizabeth Keifer (Pacific Palisades, 14 novembre 1961) è un'attrice statunitense, famosa in Italia per l'interpretazione di Blake Thorpe Marler nella celebre soap opera statunitense Sentieri (Guiding Light).
Oltre alla sua interpretazione di Blake, Keifer appare anche in altre soap, tra cui Febbre d'amore (The Young and the Restless), Una vita da vivere (One Life to Live), Il tempo della nostra vita (Days of Our Lives), e General Hospital.
Il 10 maggio 1986 sposa Brett Porter, da cui divorzierà solo due anni dopo.
Il 14 settembre 1996 sposa in seconde nozze Robert Convertino, con cui avrà due figli: una figlia, Isabella, e un figlio, Keifer Jack.